# Bókoló fogasír
A bókoló fogasír (Cardamine enneaphyllos) a kétszikűek (Magnoliopsida) közé tartozó káposztafélék (Brassicaceae) családjának egyik faja.

## Elterjedése
Szubtrópusi és mérsékelt éghajlaton egyaránt elterjedt. Magyarországon kiváltképp a Dunántúlon nő.

## Élőhelye
Évelő növény. Elsősorban a hűvös hegyi klímát kedveli, a legjobban a nyirkos erdőkben bükkösökben, mély völgyekben nő. Magyarországon őshonos. 

## Megjelenése
Vaskos, húsos, bütykös gyöktörzse, vízszintesen kúszik, rajta húsos pikkelylevelek nőnek.
A szárlevelek gallérszerűen állnak a száron. Levelei többszörösen összetettek (három levele hármasan), ezért régen kilenclevelű foggyökérnek is hívták. A levélkék lándzsásak, a szélük durván fogas, erezetük élre futó szárnyas.
A nevét adó, bókoló virágai (5–12 db) sárgásfehérek, négyszirmúak. Porzói ugyanolyan hosszúak, mint a párta. Termése csőrös becő.
Elsősorban vegetatívan, tarackjáról terjed. Április–májusban virágzik.

## Felhasználása
Sok C-vitamint tartalmaz, ezért a tüdővész, a skorbut és a fogínysorvadás gyógyítására használták (a fogas-ír másik jelentése: a fogra ír).